# アジア・太平洋戦争
アジア・太平洋戦争（アジア・たいへいようせんそう、英: Asia-Pacific War）、またはアジア太平洋戦争は、1945年（昭和20年）9月7日まで行われた日本が関与した戦争を指す、「太平洋戦争」や「大東亜戦争」に代わるものとして提唱された呼称。
アジアと太平洋の間にある「・（中黒）」については、その有無に重要な問題があるという意見もある。本項では両者を並列させる場合には「アジア（・）太平洋戦争」という表記を用いることがある。

## 経緯
日本は1941年（昭和16年）12月8日にアメリカ合衆国・イギリスに宣戦布告し、戦争の名称を「大東亜戦争」と閣議決定したうえで、中国大陸における戦争（支那事変）をこれに含めるとした。敗戦後の1945年（昭和20年）12月15日、連合国軍最高司令官総司令部（GHQ）は国家神道の排除を目的とする、いわゆる「神道指令」の中で、「『大東亜戦争』、『八紘一宇』ノ如キ言葉」を公文書において用いることを禁止した。また報道機関・出版社に対してもプレス・コードによって「大東亜戦争」の用語使用を禁じるよう命じた。同年12月8日からはGHQの提供により、『太平洋戦争史―真実なき軍国日本の崩壊』が各新聞に連載された。この用語禁止措置は日本の主権回復にともない失効したが、『太平洋戦争史』の発表以降は「太平洋戦争」の用語が急速に広まっていった。一方でこの用語が戦争の全体像を正確に示していないという批判も行われていた。
最初に活字において「アジア・太平洋戦争」が使用されたのは1985年に発行された柳沢英二郎・加藤正男の共著『現代国際政治 ′40sー′80s』（亜紀書房）の章の表題においてである。柳沢はこの語を使用した意図について「日米戦争はアジア（東南アを含む）勢力圏確立のための手段であり…したがって『アジア・太平洋戦争』という呼称が、国際政治上はもっとも適当｣としている。ただし本文中では太平洋戦争が使われ、明確な定義も書かれなかった。
1985年8月、近現代史家の木坂順一郎は「アジア・太平洋戦争」を使用することを提案した。木坂は「太平洋戦争」はアメリカが命名したもので、中国戦線の評価を無視させるものであり、一方で「大東亜戦争」は日本の侵略を正当化するものであるとした。そのうえで木坂は「東アジアと東南アジアおよび太平洋を戦場とし、第二次世界大戦の一環としてたたかわれた戦争という意味と、日本が引き起こした無謀な侵略戦争への反省をこめて、この戦争を『アジア・太平洋戦争』と呼ぶことにした」としている。木坂は1984年の大阪歴史科学協議会のシンポジウムにおける副島昭一の報告を聞いている。副島は中西功が「『15年戦争』も『太平洋戦争』も妥当だとは思っておりません。私はやはり『第二次大戦－アジア・太平洋戦線』だと思います」と述べていたことをうけ、「アジア太平洋戦争」という言葉を使った。副島の報告は1985年に「日中戦争とアジア太平洋戦争」として刊行されている。
「アジア（・）太平洋戦争」の用語を使用しているものは基本的に中国における戦争を1931年9月18日の満洲事変勃発以降であるとした「十五年戦争論」に立つ論者が多く、「十五年戦争」の用語が批判を受けて使用が減少する一方で、「アジア（・）太平洋戦争」の用語が用いられることが増えていった。雑誌タイトルでは1996年以降から用いられるケースが見られる。辞典類では1995年の『昭和史の事典』（佐々木隆爾編、東京堂出版）、『キーワード日本の戦争犯罪』（小田部雄次・林博史・山田朗、雄山閣出版）で「アジア太平洋戦争」が用いられて以降、「アジア・太平洋戦争」「アジア太平洋戦争」の語が使用されている。
教科書においては1998年の検定意見で「一般に普及していない」と指摘されたものの、以降は普及に伴い採用例が増えていった。2011年の日本文教出版の教科書で始めて掲載されたが、「理解しがたい」という意見で「一般に太平洋戦争とよばれています」という注釈をつけることで検定を通過している。2019年時点では小学校から高等学校の複数の教科書でも使用されている。ただし「太平洋戦争」よりは採用例は少ない。

## 用語の性格
吉田裕は戦争の性格として次の3点を挙げている。一つ目は対英戦と対米戦の関係、二つ目は日米戦における戦争責任問題、三つ目はこの戦争を日本側から見た時、欧米列強のアジア支配からの解放を主張して開始されたのかという問題である。
戦争目的については、1941年（昭和16年）12月8日の午前11時40分に公表された宣戦の詔書では「帝国の存立亦正に危殆に瀕せり。事既に此に至る。帝国は今や自存自衛の為、蹶然起って一切の障礙を破砕するの外なきなり」と宣言されており、明らかに自衛のための戦争という認識であった。また、「宣戦の布告に当り国民に愬う」（12月8日の午後7時30分からのラジオ放送で発表された奥村喜和男情報局次長の談話）では「国民諸君、同朋諸君　今正に時は至ったのであります。われらの祖国日本は今、蹶然立って雄々しく戦いを開始いたしたのであります。（中略）アジアを白人の手からアジア人自らの手に奪い回すのであります。アジア人のアジアを創りあげるのであります」とアジア解放のための戦争という位置づけをしている。「自衛のための戦争」論と「アジア解放の戦争」論が併存していた。

## 議論
「アジア（・）太平洋戦争」は「太平洋戦争」「大東亜戦争」の語を批判する立場から採用された用語であるが、批判もある。
吉田裕は著書『アジア・太平洋戦争〈日本近現代史 6>』でこの語を用いた理由として「『大東亜戦争』『太平洋戦争』にかわる適切な呼称が、他に見出せないという理由からである」と述べており、完璧な用語であるとはしていない。佐々木啓は、「アジア（・）太平洋戦争」はこれまでの呼称の難点を克服する重要な観点を含んでいると評価しているが、一方で「決して完全なものではない。」と指摘している。「他の歴史用語と同様」に「常に検証され、更新されていく宿命」を背負っているとしている。

### 戦争開始期の問題
「アジア（・）太平洋戦争」の語はアジアでの日本が関与した戦争と、太平洋における連合国との戦争を対等・不可分であることを評価したものであるが、この語を使用する立場からでも戦争開始期については用例が分かれている。日本で「アジア（・）太平洋戦争」の語を使う論者は、「十五年戦争」史観に基づく論者が多いが、1941年12月8日からの対英米開戦以降を指して用いられる事が多い。
提唱者である木坂は「アジア・太平洋戦争」を「日中15年戦争の第三段階」であると位置づけ、日英米開戦以降をその時期としており、副島、江口圭一も同様に扱っている。
『昭和史の事典』、『キーワード日本の戦争犯罪』、『アジア・太平洋戦争辞典』（吉田裕・森武麿・伊香俊哉・高岡裕之編、吉川弘文館、2015年）は対英米開戦以降を扱っている。2002年の『岩波小辞典 現代の戦争』（前田哲男編、岩波書店）では「満州事変以降のアジア太平洋地域で行われた戦争の総称」とする一方で、木坂の言う「第三段階」とも表現している。
一般の国語辞典である『広辞苑 第7版』（新村出編、岩波書店、2018年）や『大辞泉 上巻 第二版』(小学館大辞泉編集部編、小学館、2012年)では「太平洋戦争」と同義であるとする一方で、十五年戦争と同義とすることもあるとしている。『大辞林 第四版』（松村明編、三省堂、2019年）では明確に満州事変以降であるとしている。
主要新聞で用いられる際は、ほぼ日英米開戦以降としている。
一方で、日本共産党の機関紙『しんぶん赤旗』は以前は日英米開戦以降としていたが、満洲事変以降、十五年戦争と同義であるという見解を示すようになっている。
2019年時点の教科書では、使用例のすべてが日米戦開始以降を指している。

### イデオロギー性の問題
「太平洋戦争」や「大東亜戦争」という名称を否定し置き換えるという観点から新たに作られた用語であるため、「歴史的状況から離れている」、「「大東亜戦争」とは逆のイデオロギー性を含んだ言葉である」という批判もある。

### 戦域の問題
池澤夏樹は「今の日本ではアジア・太平洋戦争と呼ぶのが一般的らしい。しかしアジアはちょっと広すぎないか？アフガニスタンやトルコまで戦域だったわけではない」という違和感を示している。

### ・の問題
副島昭一は1985年の「日中戦争とアジア太平洋戦争」で「・」を取り除いた理由として「アジア戦線（とくに中国戦線）は太平洋戦線と反ファシズム戦線の一環として緊密に結びついて」いたからであり、その緊密さを表すためとしている。一方で副島は「単なる気分の問題かもしれず」として決定的な意味が生まれるわけではないともしている。江口圭一は「アジア太平洋戦争」の語を採用するとしたが、明確な理由は述べていない。
一方で木坂順一郎は「アジア戦線のもつ意味を強調するためにも、『アジア・太平洋戦争』という表記を使用した方がよいと思っている」として、「・」の存在は重要であると反論した。「アジア・太平洋戦争」「アジア太平洋戦争」の両者は同様に使われており、2019年時点では小学校教科書では1社が「アジア・太平洋戦争」、中学校では「アジア太平洋戦争」が2社、「アジア・太平洋戦争」が1社を使用している。高校では5社が「アジア太平洋戦争」、1社が「アジア・太平洋戦争」を使用している。一般の辞典類では「アジア太平洋戦争」でほぼ統一されている。
『朝日新聞』は「アジア・太平洋戦争」を以前は用いていたが、2019年8月の社説などでは「アジア太平洋戦争」を用いることが主流となっている。『毎日新聞』『東京新聞』では表記が混在している。また『しんぶん赤旗』は「アジア・太平洋戦争」をほぼ一貫して用いている。

### その他の論点
江間史明は批判を前提として作られた用語であるため、「歴史的状況から離れた言葉になっている」としている。また藤村道生は「歴史術語の用件である特定性に欠け、日本人の主体性が表現されていない」としている。

## 関連書籍
- 倉沢愛子ほか 編『岩波講座 アジア・太平洋戦争』 全8巻、岩波書店、2005年-2006年。ISBN 4000105035・ISBN 4000105043・ISBN 4000105051・ISBN 400010506X・ISBN 4000105078・ISBN 4000105086・ISBN 4000105094・ISBN 4000105108。オリジナルの2012年12月2日時点におけるアーカイブ。
- 山中恒『アジア・太平洋戦争史　同時代人はどう見ていたか』岩波書店、2005年7月。ISBN 4-00-022029-2。オリジナルの2005年11月26日時点におけるアーカイブ。